# Castelo Quarrelwood
O Castelo Quarrelwood (em inglês:  Quarrelwood Castle) foi um castelo do século XIV localizado em Spynie, Moray, Escócia.

## História
O castelo foi erigido provavelmente por Sir Robert Lauder entre 1333 e 1360.